# Michael Marx (ciclista)
Michael Marx (Amburgo, 7 febbraio 1960) è un ex pistard tedesco.

## Palmarès

### Olimpiadi
- 1 medaglia:
  - 1 bronzo (Los Angeles 1984 nell'inseguimento a squadre[1])